# Rebeca Esnaola
Rebeca Esnaola Bermejo (Pamplona, 1975) es una política y periodista española. Consejera de cultura, deporte y turismo del Gobierno de Navarra.

## Biografía
Nacida en Pamplona en 1975. Tras licenciarse en Comunicación audiovisual en la Facultad de Comunicación de la Universidad de Navarra, completó su formación universitaria con los estudios de especialista universitario en Archivística en la UNED y especialista en Gestión Cultural en el marco local en la Universidad Pública de Navarra.
Inició su trayectoria profesional como gerente en Global Servicios Culturales (2002), continuándola como integrante de la Junta directiva (2012) y presidenta (2017) de Kuna, asociación de profesionales de la gestión cultural en Navarra.
También ha desarrollado una labor docente en Corola Estrategia e Innovación Cultural como profesora adjunta de Especialista en Producción de Espectáculos y Eventos impartido en colaboración con el Gobierno de Navarra.
María Chivite la nombró consejera de cultura y deporte del Gobierno de Navarra, a propuesta del Partido Socialista de Navarra, como persona independiente (2019); y cuatro años después la confirmó en el cargo, incorporando el área de Turismo, que dependía de la consejería de Desarrollo económico y empresarial.
Está casada con Iñigo Luzuriaga Catalán, y tienen dos hijos: Eneko y Jon.